# SMS Gneisenau
SMS Gneisenau là một tàu tuần dương bọc thép của Hải quân Đế quốc Đức thuộc lớp Scharnhorst, được đặt tên theo August von Gneisenau, vị tướng lĩnh người Phổ từng tham gia chiến tranh Napoleon. Con tàu được đặt lườn vào năm 1904 tại xưởng tàu của hãng AG Weser ở Bremen, được hạ thủy vào tháng 6 năm 1906 và hoàn tất vào tháng 3 năm 1908 với chi phí hơn 19 triệu Mác. Gneisenau được trang bị dàn pháo chính bao gồm tám khẩu pháo 21 xentimét (8,3 in), đạt tốc độ tối đa 23,6 hải lý trên giờ (43,7 km/h; 27,2 mph) và có trọng lượng choán nước đầy tải khi chiến đấu lên đến 12.985 tấn (12.780 tấn Anh; 14.314 tấn Mỹ).
Gneisenau được phân về Hải đội Đông Á Đức Quốc đặt căn cứ tại Thanh Đảo, Trung Quốc vào năm 1910, tiếp nối theo con tàu chị em Scharnhorst. Chúng trở thành hạt nhân của lực lượng được đặt dưới quyền chỉ huy của Phó đô đốc Maximilian von Spee. Sau khi Chiến tranh Thế giới thứ nhất nổ ra vào tháng 8 năm 1914, được tháp tùng bởi ba tàu tuần dương hạng nhẹ và nhiều tàu tiếp than, cả hai đã băng ngang Thái Bình Dương trong quá trình lẩn tránh nhiều lực lượng hải quân Đồng Minh được gửi đi truy lùng và tiêu diệt chúng, trước khi đi đến bờ biển Nam Mỹ. Vào ngày 1 tháng 11 năm 1914, Gneisenau cùng phần còn lại của hải đội đã đối đầu và áp đảo một hải đội Anh trong trận Coronel. Thất bại đau đớn này đã buộc Bộ Hải quân Anh phải phái hai tàu chiến-tuần dương đi truy tìm và tiêu diệt hải đội của von Spee, kết thúc bởi trận chiến quần đảo Falkland vào ngày 8 tháng 12 năm 1914, nơi toàn bộ hải đội Đức, kể cả Gneisenau, bị đánh chìm.

## Thiết kế và chế tạo

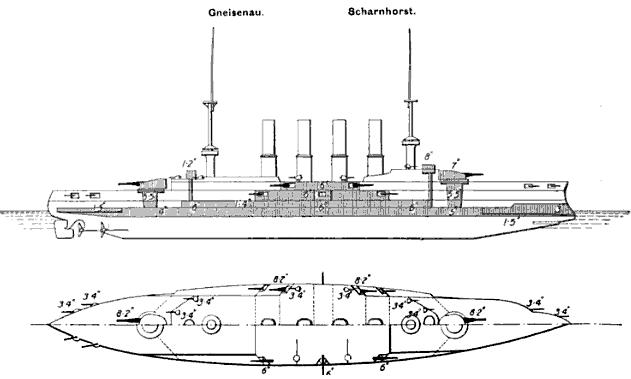
Sơ đồ lớp tàu Scharnhorst class

Gneisenau được đặt lườn tại xưởng tàu của hãng AG Weser ở Bremen, Đức vào năm 1904 dưới số hiệu chế tạo 144. Nó được hạ thủy vào ngày 14 tháng 6 năm 1906 và được đưa ra hoạt động gần hai năm sau đó, vào ngày 6 tháng 3 năm 1908. Con tàu đã làm tiêu tốn của Chính phủ Đức 19.243.000 Mác, và được thiết kế để phục vụ cùng Hạm đội Biển khơi Đức, tuy nhiên nó tỏ ra quá yếu kém để có thể phục vụ cùng hạm đội chiến trận; thay vào đó nó được bố trí hoạt động ở nước ngoài, một vai trò mà nó đảm nhiệm rất tốt.
Gneisenau có chiều dài chung 144,6 mét (474 ft), mạn thuyền rộng 21,6 m (71 ft) và tầm nước 8,37 m (27 ft 6 in). Con tàu có trọng lượng choán nước tiêu chuẩn 11.616 tấn (11.433 tấn Anh; 12.804 tấn Mỹ), và lên đến 12.985 t (12.780 tấn Anh; 14.314 tấn Mỹ) khi đầy tải. Thủy thủ đoàn đầy đủ của nó bao gồm 38 sĩ quan và 726 thủy thủ. Con tàu được vận hành bởi động cơ hơi nước ba buồng bành trướng đốt than cung cấp một tốc độ tối đa 23,6 hải lý trên giờ (43,7 km/h; 27,2 mph).
Dàn vũ khí chính của Gneisenau bao gồm tám khẩu pháo 21 cm (8,3 in) SK L/40 bắn nhanh gồm bốn khẩu trên hai tháp pháo nòng đôi bố trí phía trước và phía sau cấu trúc thượng tầng, số còn lại đặt trên những tháp pháo nòng đơn hai bên mạn tàu. Dàn pháo hạng hai bao gồm sáu khẩu 15 cm (5,9 in) SK L/40 bắn nhanh bố trí trong các tháp pháo ụ kiểu MPL C/06; và mười tám khẩu pháo 8,8 cm (3,46 in) SK L/45 bắn nhanh bố trí trong tháp pháo ụ. Nó còn được trang bị bốn ống phóng ngư lôi ngầm 44 cm (17 in), gồm một trước mũi, một phía đuôi và một mỗi bên mạn giữa tàu, tất cả đều được đặt trên mặt nước.

## Lịch sử hoạt động

### Trước chiến tranh
Thống chế Alfred von Schlieffen, cựu Tham mưu trưởng Bộ Tổng tham mưu Đức, đã đỡ đầu cho con tàu khi Gneisenau được đưa ra hoạt động vào ngày 6 tháng 3 năm 1908. Đại tá Hải quân Franz von Hipper là vị chỉ huy đầu tiên của con tàu, nhận nhiệm sở khi nó được đưa vào hoạt động và được giao nhiệm vụ tiến hành chạy thử máy vốn kéo dài từ ngày 26 tháng 3 đến giữa tháng 7. Nó chính thức gia nhập hạm đội vào ngày 12 tháng 7. Sau đó con tàu khởi hành đi sang Viễn Đông, nhưng Hipper đã rời tàu khi tiếp nhận quyền chỉ huy Đội tàu phóng lôi 1 tại Kiel. Gneisenau được phân về Hải đội Đông Á Đức Quốc (Ostasiengeschwader) vào năm 1910 cùng với con tàu chị em Scharnhorst vốn được phái đến đây một năm trước đó; cả hai hình thành nên hạt nhân của hải đội, với Scharnhorst đảm nhiệm vai trò soái hạm cho tư lệnh hải đội, Phó đô đốc Maximilian von Spee. Chúng là những con tàu xuất sắc về tác xạ: Gneisenau đã bốn lần thắng giải Cúp Kaiser trong suốt quãng đời hoạt động, gồm hai lần tại vùng biển nhà Đức vào năm 1908 và 1909 và hai lần tại châu Á vào các năm 1910 và 1911 trong khi Scharnhorst cũng hai lần về hạng nhì trong các năm 1913 và 1914.
Vào tháng 6 năm 1914, chuyến đi tuần tra thường lệ hàng năm của Hải đội Đông Á bắt đầu; Gneisenau gặp gỡ Scharnhorst tại Nagasaki, Nhật Bản, nơi chúng được tiếp đầy than. Hai con tàu lên đường hướng về phía Nam, đi đến Truk vào đầu tháng 7; trên đường đi chúng nhận được tin tức về vụ ám sát Franz Ferdinand của Áo. Ngày 17 tháng 7, hải đội đi đến Ponape thuộc quần đảo Caroline. Tại đây, Đô đốc von Spee có thể truy cập được mạng lưới vô tuyến của Đức, nơi ông biết được Áo-Hung đã tuyên chiến với Serbia và Nga tuyên bố tổng động viên. Đến ngày 31 tháng 7, tin tức bay đến về việc Đức ra tối hậu thư về hạn định cuối cùng mà Nga phải giải giáp. Von Spee ra lệnh cho các con tàu chuẩn bị chiến tranh. Ngày 2 tháng 8, Hoàng đế Wilhelm II ra lệnh tổng động viên chống lại Pháp và Nga.

### Mở màn Chiến tranh Thế giới thứ nhất

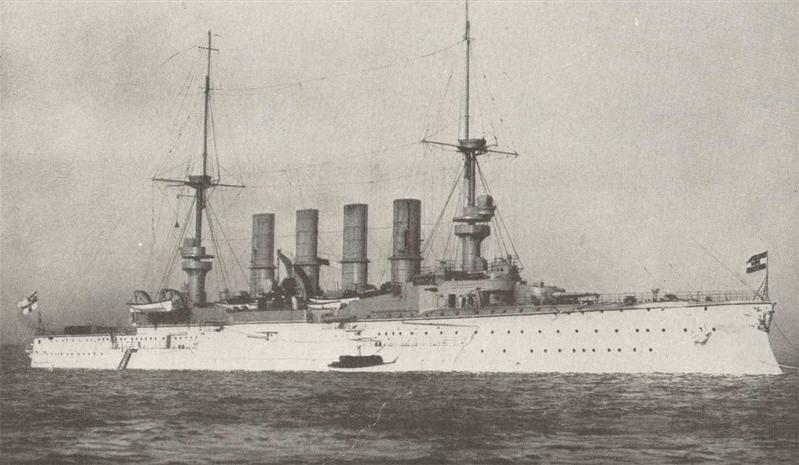
SMS Scharnhorst

Khi Chiến tranh Thế giới thứ nhất bùng nổ, Hải đội Đông Á Đức Quốc bao gồm Gneisenau, tàu chị em Scharnhorst, các tàu tuần dương hạng nhẹ Emden, Nürnberg và Leipzig. Vào ngày 6 tháng 8 năm 1914, Scharnhorst, Gneisenau, tàu tiếp liệu Titania và tàu tiếp than Nhật Bản Fukoku Maru vẫn còn ở lại Ponape; von Spee ra lệnh triệu hồi các tàu tuần dương hạng nhẹ vốn đang phân tán trên nhiều chuyến đi khác nhau khắp Thái Bình Dương. Nürnberg gia nhập với von Spee cuối ngày hôm đó; ông quyết định nơi tốt nhất để tập trung lực lượng dưới quyền là ở đảo Pagan về phía Bắc quần đảo Mariana, một lãnh thổ vẫn dưới quyền kiểm soát của Đức tại trung tâm Thái Bình Dương. Mọi tàu tiếp than, tàu tiếp liệu và tàu biển chở hành khách đang có đều được lệnh đi đến gặp gỡ Hải đội Đông Á tại đây. Ngày 11 tháng 8, von Spee đi đến Pagan, nơi ông được tháp tùng bởi Emden, chiếc tàu buôn tuần dương vũ trang Prinz Eitel Friedrich cùng nhiều tàu tiếp liệu.
Gneisenau và Scharnhorst hội quân cùng với Emden và Nürnberg, bốn con tàu bắt đầu rời khu vực trung tâm Thái Bình Dương hướng về phía Chile. Ngày 13 tháng 8, hạm trưởng của Emden, Thiếu tướng Hải quân Karl von Müller, thuyết phục von Spee cho tách con tàu của mình ra làm nhiệm vụ cướp phá tàu buôn. Ngày 14 tháng 8, Hải đội Đông Á lên đường từ Pagan hướng đến đảo san hô Enewetak thuộc quần đảo Marshall. Các con tàu được tiếp đầy than khi đến nơi vào ngày 20 tháng 8. Để giúp cho Bộ chỉ huy tối cao Đức được thông tin đầy đủ, von Spee cho tách Nürnberg ra vào ngày 8 tháng 9 đi đến Honolulu gửi thông tin thông qua các nước trung lập. Nürnberg mang lại thông tin về việc lực lượng Đồng Minh đã xâm chiếm thuộc địa Samoa của Đức. Scharnhorst và Gneisenau đi đến Apia để khảo sát tình hình, nhưng không tìm thấy mục tiêu thích hợp.
Trong trận Papeete vào ngày 22 tháng 9, Gneisenau cùng với phần còn lại của Hải đội Đông Á đã bắn phá phần thuộc địa của Pháp này. Trong trận bắn phá, pháo hạm Pháp cũ Zélée bị hỏa lực từ các con tàu Đức đánh chìm. Tuy nhiên, ý định của von Spee muốn chiếm lấy số dự trữ than tại đây bị ngăn trở do ông e ngại lối vào cảng bị cài mìn. Đến ngày 12 tháng 10, Gneisenau cùng với phần còn lại của Hải đội Đông Á đi đến đảo Phục Sinh, tại đây chúng được tháp tùng thêm bởi sự có mặt của Dresden và Leipzig vốn đi đến từ vùng biển Hoa Kỳ. Dresden vốn đặt căn cứ tại vùng biển Caribe, nhưng lại đang có mặt tại San Francisco khi von Spee ra lệnh tập trung mọi lực lượng hải quân Đức trong khu vực. Sau một tuần lễ tại khu vực này, các con tàu khởi hành đi Chile.

### Trận Coronel
Để đối đầu lại với hải đội Đức ngoài khơi bờ biển Nam Mỹ, Hải quân Hoàng gia Anh chỉ có những nguồn lực hiếm hoi; dưới quyền chỉ huy của Chuẩn đô đốc Christopher Cradock là các tàu tuần dương bọc thép Good Hope và Monmouth, tàu tuần dương hạng nhẹ Glasgow và tàu tuần dương phụ trợ Otranto. Hải đội này còn được tăng cường bởi chiếc thiết giáp hạm tiền-dreadnought cũ Canopus và chiếc tàu tuần dương bọc thép Defence, tuy nhiên chiếc cuối cùng này chỉ đến nơi sau khi trận Coronel đã kết thúc. Canopus bị Cradock cho để lại phía sau, vì ông e ngại tốc độ chậm của nó sẽ ngăn trở việc đối đầu hiệu quả với các con tàu Đức.
Chiều tối ngày 26 tháng 10, Gneisenau cùng với phần còn lại của hải đội khởi hành từ Mas a Fuera, Chile, hướng sang phía Đông. Von Spee biết được Glasgow bị phát hiện đang ở tại Coronel vào ngày 31 tháng 10, nên quay mũi về phía cảng này. Ông đến nơi vào xế trưa ngày 1 tháng 11, và bất ngờ đụng độ với cả Good Hope, Monmouth và Otranto cũng như Glasgow. Canopus còn tụt lại phía sau khoảng 300 dặm (480 km) hộ tống các tàu tiếp than Anh. Lúc 17 giờ 00, Glasgow nhìn thấy các con tàu Đức; Cradock lập đội hình với Good Hope dẫn đầu, tiếp nối bởi Monmouth, Glasgow, và Otranto ở phía sau cùng. Von Spee quyết định kìm lại cuộc tấn công cho đến khi mặt trời lặn thêm, lúc mà các con tàu Anh sẽ soi bóng trên nền trời. Cradock nhận ra sự vô dụng của Otranto trong hàng chiến trận, nên cho tách nó ra.
Lúc 19 giờ 00, các con tàu Đức tiếp cận để tấn công. Chỉ trong vòng năm phút, hỏa lực hải pháo của các tàu tuần dương Đức đã gây hư hại nặng cho Good Hope, rồi bị phá hủy sau một vụ nổ hầm đạn khủng khiếp. Monmouth tìm cách rút lui về phía Nam; nó bị cháy dữ dội và các khẩu pháo của nó đã im tiếng. Cùng lúc đó Nürnberg tiếp cận ở tầm bắn thẳng để tấn công Monmouth, nả đạn pháo vào nó. Glasgow bị buộc phải bỏ lại Monmouth lúc 20 giờ 20 phút trước khi chạy thoát về phía Nam để gặp gỡ Canopus. Monmouth cuối cùng lật úp và chìm lúc 21 giờ 08 phút; có trên 1.600 người thiệt mạng từ hai chiếc tàu chiến Anh bị đánh chìm, trong đó có cả đô đốc Cradock. Thiệt hại về phía Đức là nhẹ; tuy nhiên các con tàu Đức đã tiêu phí hết 40% lượng đạn dự trữ của chúng.

### Trận chiến quần đảo Falkland

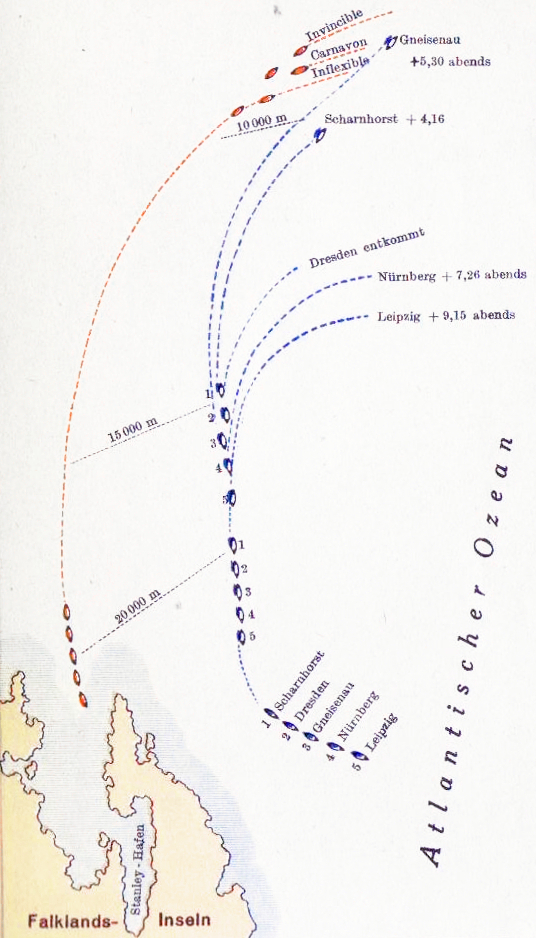
Sự di chuyển của các lực lượng trong Trận chiến quần đảo Falkland

Khi tin tức thất bại của trận chiến đến London, Hải quân Hoàng gia Anh tổ chức một lực lượng để truy tìm và tiêu diệt Hải đội Đông Á Đức. Nhằm mục đích này, hai tàu chiến-tuần dương mới mạnh mẽ Invincible và Inflexible được cho tách ra từ Hạm đội Grand và đặt dưới quyền chỉ huy của Phó đô đốc Doveton Sturdee. Hai chiếc tàu chiến rời Devonport ngày 10 tháng 11, và trên đường hướng đến quần đảo Falkland, chúng được tháp tùng bởi các tàu tuần dương bọc thép Carnarvon, Kent và Cornwall cùng các tàu tuần dương hạng nhẹ Bristol và Glasgow cùng với Otranto. Lực lượng tám chiếc tàu chiến Anh đi đến Falkland vào ngày 7 tháng 12, nơi chúng lập tức được tiếp than.
Gneisenau và Nürnberg, hai chiếc dẫn đầu đội hình hải đội Đức, cũng tiếp cận Falkland sáng ngày hôm đó với ý định phá hủy trạm thu phát vô tuyến của Anh tại đây. Trinh sát viên trên Gneisenau nhìn thấy hai chiếc tàu chiến-tuần dương trong cảng Stanley, và khi các quả đạn pháo 30,5 cm (12,0 in) được bắn từ Canopus, vốn được cho mắc cạn như một tàu bảo vệ, những con tàu Đức quay mũi rút chạy. Lực lượng Đức nhắm về hướng Đông Nam với tốc độ 22 kn (41 km/h; 25 mph); von Spee lập đội hình với Scharnhorst là con tàu trung tâm, với Gneisenau và Nürnberg dẫn trước cùng Dresden và Leipzig tiếp nối theo sau. Tuy nhiên, những tàu chiến-tuần dương mới của đối phương nhanh chóng tăng áp lực hơi nước và tiến ra khỏi cảng đuổi theo Hải đội Đông Á Đức Quốc.
Đến 13 giờ 20 phút, các tàu chiến Anh nhanh hơn đã đuổi kịp Scharnhorst và các con tàu cùng đi, và bắt đầu nả pháo ở khoảng cách 14 km (8,7 mi). Von Spee nhận thức các tàu tuần dương bọc thép của mình không thể thoát khỏi các tàu chiến-tuần dương nhanh hơn nhiều của đối phương, nên ra lệnh cho ba chiếc tàu tuần dương hạng nhẹ tìm cách tách ra trong khi ông quay mũi Scharnhorst và Gneisenau giao chiến với lực lượng Anh. Tuy nhiên, Sturdee cũng khôn ngoan tách các tàu tuần dương bọc thép và tàu tuần dương hạng nhẹ dưới quyền đuổi theo các tàu hạng nhẹ Đức trong khi giữ các tàu chiến-tuần dương của mình đối phó với Scharnhorst và Gneisenau. Invincible khai hỏa nhắm vào Scharnhorst trong khi Inflexible tấn công Gneisenau. Sturdee tìm cách nới rộng khoảng cách bằng cách bẻ lái 2 point về phía Bắc nhằm ngăn không cho von Spee tiếp cận đến tầm bắn hiệu quả của dàn pháo 8,2 in (21 cm) nhỏ hơn. Tuy nhiên, von Spee phản công bằng cách bẻ lái nhanh về phía Nam, buộc Sturdee cũng bẻ lái theo về hướng Nam; điều này cho phép Scharnhorst và Gneisenau tiến đến đủ gần để đối chiến bằng pháo hạng hai 5,9 in (15 cm); hỏa lực của chúng khá hiệu quả đến mức buộc phía Anh phải tạm thời tránh ra xa.

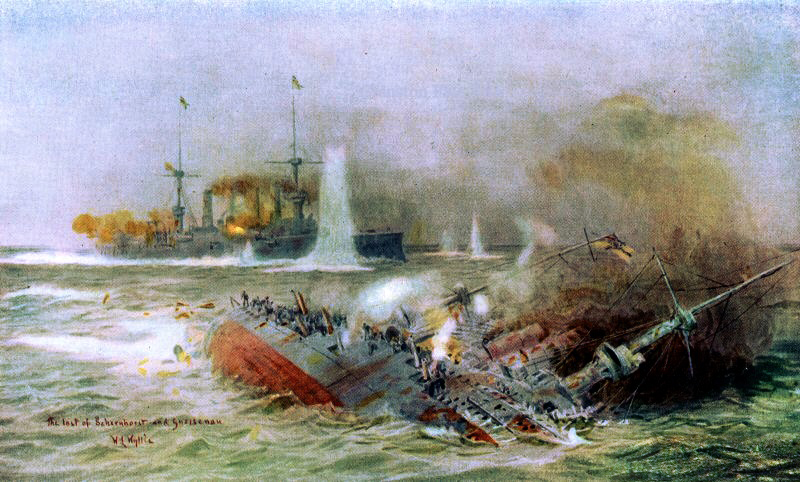
Scharnhorst lật úp và chìm trong khi Gneisenau tiếp tục chiến đấu

Lúc 16 giờ 04, trinh sát viên của Inflexible trông thấy Scharnhorst nghiêng mạnh sang mạn trái và nó chìm lúc 16 giờ 17 phút. Không lâu trước khi nó chìm, von Spee truyền đi mệnh lệnh sau cùng đến Gneisenau: "Nỗ lực để thoát đi nếu động cơ không bị đánh trúng." Tuy nhiên, những hư hại cho các phòng nồi hơi khiến tốc độ của nó bị giảm còn 16 kn (30 km/h; 18 mph), dù sao, nó vẫn tiếp tục kháng cự. Gneisenau ghi một phát bắn trúng vào Invincible lần cuối cùng lúc 17 giờ 15 phút. Tuy nhiên, đến 17 giờ 30 phút, nó đã trở thành một xác tàu cháy bùng, bị nghiêng nặng sang mạn phải và chết đứng giữa biển. Mười phút sau, các con tàu Anh tiếp cận và lá cờ chiến trận trên cột ăn-ten trước của Gneisenau được hạ xuống; đến 17 giờ 50 phút Sturdee ra lệnh cho các con tàu ngừng bắn. Hạm trưởng của Gneisenau ra lệnh đánh đắm tàu vì họ đã bắn hết đạn và động cơ đã hỏng hoàn toàn. Con tàu chậm chạp lật nghiêng và chìm, nhưng chỉ sau khi khoảng 200 người sống sót thoát ra được. Trong số đó, nhiều người chết nhanh chóng do phải phơi ra với nước lạnh 39 °F (4 °C). Có tổng cộng 598 người trong số thành viên thủy thủ đoàn của Gneisenau đã tử trận trong trận đánh. Leipzig và Nürnberg cũng bị đánh chìm; riêng Dresden tìm cách lẫn thoát, nhưng cuối cùng cũng bị theo dõi và bị đánh chìm tại đảo Juan Fernández. Việc Hải đội Đông Á bị tiêu diệt hoàn toàn đã gây tổn thất khoảng 2.200 sĩ quan và thủy thủ Đức, trong đó có cả hai người con của Đô đốc von Spee.